# Elea Geissler
Elea Geissler (* 26. Februar 1988 in Frankfurt am Main) ist eine deutsche ehemalige Filmschauspielerin.

## Leben
Elea Geissler gab ihr Filmdebüt 1999 in Pünktchen und Anton von Caroline Link, einer Romanverfilmung von Erich Kästner, in der sie die weibliche Hauptrolle spielte. Seitdem stand sie in einigen deutschen Fernsehfilmen vor der Kamera. 2003 wurde sie für den Undine Award als beste jugendliche Nebendarstellerin in dem Kinofilm Bibi Blocksberg und das Geheimnis der blauen Eulen nominiert. Ihre Mutter ist die deutsche Schauspielerin Dana Geissler.
Elea Geissler gab später den Schauspielberuf auf und wurde Yogalehrerin und Hypnose‑Coach.

## Filmografie

### Kino
- 1999: Pünktchen und Anton
- 2002: Bibi Blocksberg
- 2004: Bibi Blocksberg und das Geheimnis der blauen Eulen
- 2007: Freischwimmer

### Fernsehen
- 2000: Das Alibi ZDF
- 2001: Drehkreuz Airport: Volle Dröhnung
- 2002: Rosamunde Pilcher: Morgen träumen wir gemeinsam
- 2006: Papa, Bulle
- 2006: Heiratsschwindlerin mit Liebeskummer
- 2009: Woche für Woche
- 2009: 112 – Sie retten dein Leben
- 2009: Der Landarzt – Schusswechsel